# Albrecht von Lucke

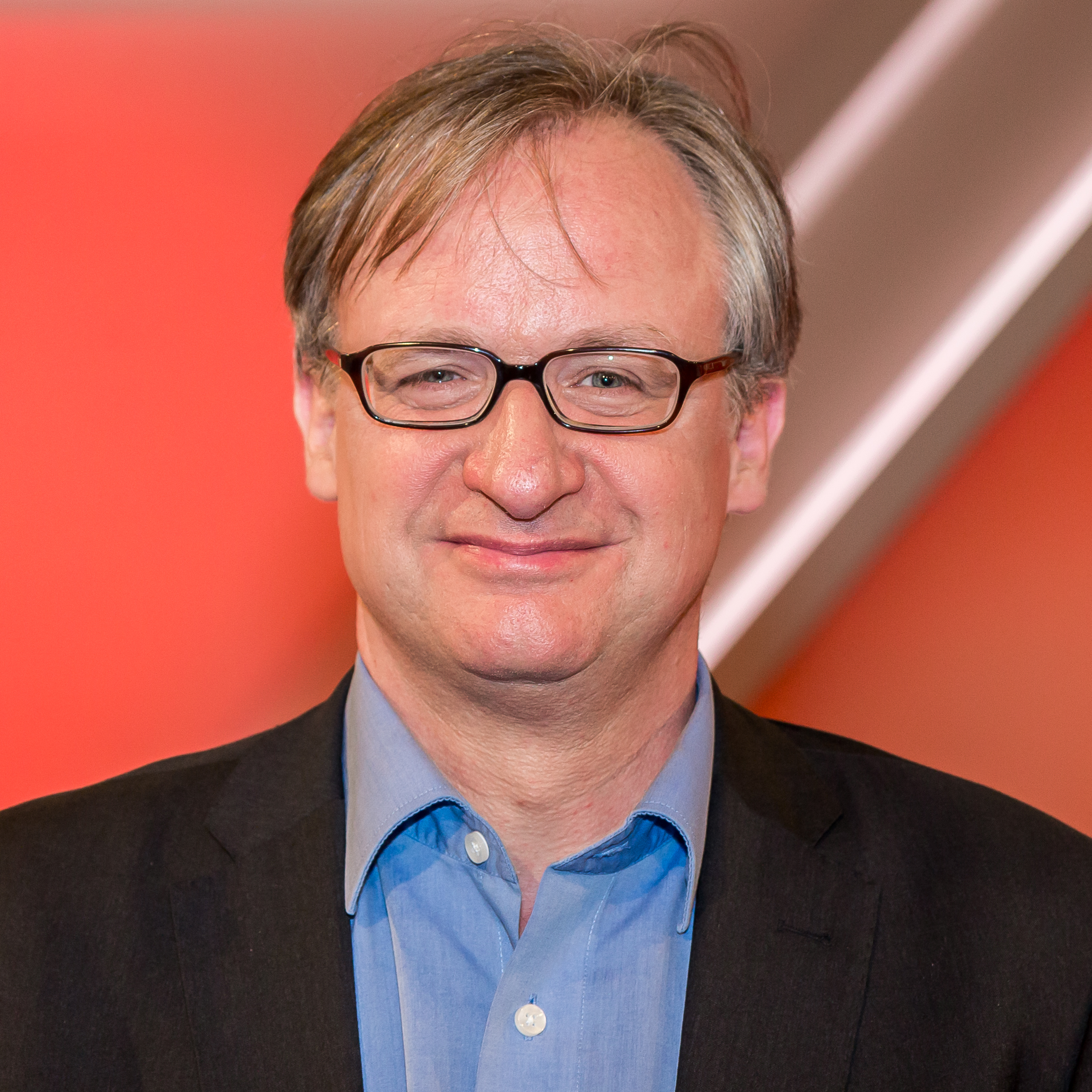
Albrecht von Lucke (2017)

Hans-Albrecht Gerhard Hubertus von Lucke (* 28. April 1967 in Ingelheim am Rhein) ist ein deutscher Publizist und Journalist.

## Leben und Wirken
Seine Eltern sind die Ärztin Barbara, geb. Löbbecke, und der Chemiekaufmann Hubertus von Lucke und Kursko. Nach seinem Abitur studierte Lucke Rechts- und Politikwissenschaft an der Julius-Maximilians-Universität Würzburg und der Freien Universität Berlin. Er ist Volljurist und Diplom-Politologe. Seit 1989 lebt und arbeitet er in Berlin und ist seit 1999 als freier Publizist tätig. 2003 wurde er Redakteur der politischen Monatszeitschrift Blätter für deutsche und internationale Politik. Deren Büro wurde im Folgejahr von Bonn nach Berlin verlegt.
Daneben schreibt von Lucke noch für andere Zeitungen wie den Freitag, die taz und den Vorwärts. Er arbeitet auch für Hörfunk und Fernsehen, wo er politische Kommentare beisteuert oder an Diskussionen und Talkshows teilnimmt – so bei Anne Will, Maybrit Illner, Maischberger, Markus Lanz, dem Presseclub, Deutschlandfunk Kultur Studio 9 – Der Tag mit…, Bayern 2, WDR 5 Politikum, NDR Kultur und SWR Kultur Forum.
In seinen Beiträgen zur deutschen Innenpolitik analysiert von Lucke die Tendenzen in den aktuellen politischen Ereignissen und ordnet das politische Tagesgeschehen in die größeren zeitgeschichtlichen Zusammenhänge und Entwicklungen ein. Dieses Interesse zeigt sich auch in seinen Buchveröffentlichungen, die sich mit der heutigen Bedeutung der westdeutschen 68er-Bewegung und mit der Entwicklung von der Bonner zur Berliner Republik beschäftigen. Von Lucke beschreibt die Bundesrepublik Deutschland als eine „Nischengesellschaft“, in der sich die gesellschaftliche Öffentlichkeit immer weiter zurückbilde und die Konfliktbereitschaft abnehme. Die kurzfristige Neubewertung der Rolle des Staates in der weltweiten Wirtschaftskrise ab 2007 gelte nur dem Systemerhalt im ökonomisch-egoistischen Selbstinteresse der Bürger und verdecke die Notwendigkeit grundsätzlicher Änderungen. Die Zukunft der Demokratie drohe durch die Wiederkehr von Freund-Feind-Gegensätzen, verstärkt vom absehbaren Wegfall der materiellen Basis, zu schwinden.

## Auszeichnungen
- 2014: Förderpreis des Lessing-Preises für Kritik (nominiert durch Hans-Ulrich Wehler)
- 2018: Otto-Brenner-Preis „Spezial“ (Laudatio durch Heribert Prantl)

## Schriften

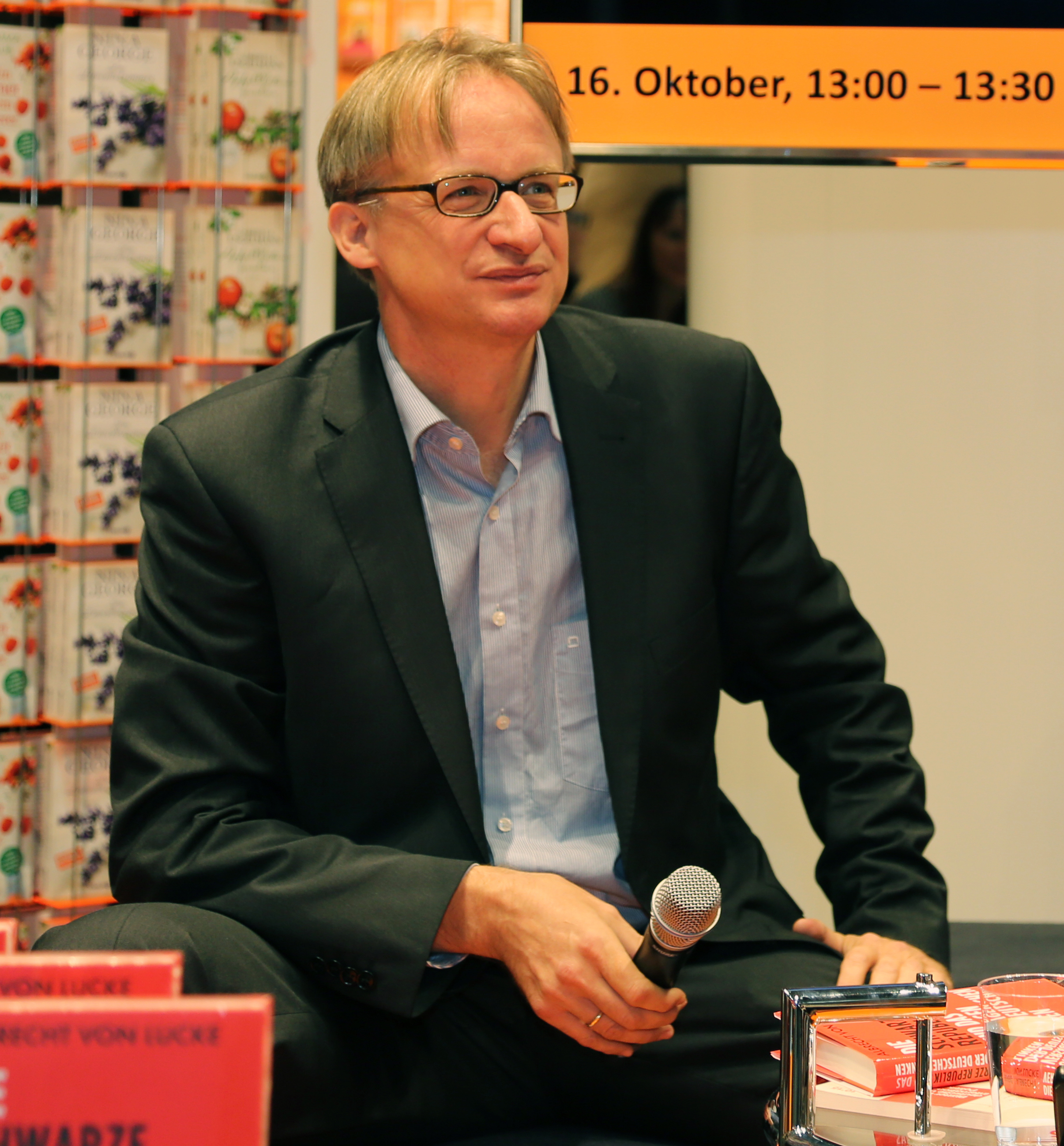
Albrecht von Lucke auf der Frankfurter Buchmesse (2015)

- 68 oder neues Biedermeier: Der Kampf um die Deutungsmacht. Wagenbach, Berlin 2008, ISBN 978-3-8031-2582-8.
- Die gefährdete Republik: Von Bonn nach Berlin. 1949–1989 – 2009. Wagenbach, Berlin 2009, ISBN 978-3-8031-2605-4.
- Die schwarze Republik und das Versagen der deutschen Linken. Droemer, München 2015, ISBN 978-3-426-27667-9 (erw. Taschenbuchausgabe, Knaur Taschenbuch, München 2017, ISBN 978-3-426-78845-5).